# Francesc Comas i Pagès
Pour les articles homonymes, voir Comas (homonymie) et Pagès.
Francesc Comas i Pagès, connu sous le nom de «Paronas», né à Barcelone le 26 avril 1896 et mort dans cette même ville le 13 mars 1923, est un homme politique catalan.

## Biographie
Francesc Comas est une personnalité engagée dans les luttes ouvrières de la Catalogne de son époque.
Lui-même ouvrier, engagé comme arnarcho-syndicaliste catalan, son destin est lié à celui de Salvador Seguí, «El Noi del Sucre».
Le 10 mars 1923, alors qu'il milite avec son camarade Salvador Seguí auprès des travailleurs l'idée de l'émancipation comme moteur social dans le quartier d'El Raval de Barcelone, les hommes du Sindicat Lliure du patronat catalan, sous la protection du gouverneur civil de Barcelone Martínez Anido, regroupée autour de la Lliga Regionalista organisent un attentat. Salvador Seguí est assassiné et Francesc Comas est grièvement blessé. Il meurt le 13 mars des suites de ses blessures à l'Hospital Clínic de Barcelone.

## Postérité
Sa sépulture se situe dans le cimetière de Sants, à L'Hospitalet de Llobregat.